# Mia Amber Davis
Mia Amber Davis (1975 - 10 de maio de 2011) foi uma atriz norte-americana, que ficou conhecida por seu papel no filme Road Trip.